# Tenebroides brevis
Tenebroides brevis is een keversoort uit de familie schorsknaagkevers (Trogossitidae). De wetenschappelijke naam van de soort werd in 1900 gepubliceerd door Albert Léveillé.